# Sciapus lesensis
Sciapus lesensis är en tvåvingeart som först beskrevs av Josef Mik 1889.  Sciapus lesensis ingår i släktet Sciapus och familjen styltflugor. Inga underarter finns listade i Catalogue of Life.